# شیائومی می ۱۰
شیائومی می ۱۰ و شیائومی می ۱۰ پرو (انگلیسی: Xiaomi Mi 10) تلفن‌های هوشمند مبتنی بر اندروید هستند که توسط شرکت شیائومی توسعه یافته‌اند. این محصول در ۱۳ فوریه ۲۰۲۰ افشا شد. می ۱۰ و می ۱۰ پرو در جلو و عقب از قاب آلومینیومی و گوریلا گلس استفاده می‌کنند.